# Memory of Mankind
Memory of Mankind (MOM) é um projeto de preservação fundado em 2012 por Martin Kunze. O objetivo principal é preservar a civilização moderna do esquecimento e da amnésia coletiva. As informações e conhecimentos são impressos em tablets de cerâmica e depois são enterrados na mina de sal de Hallstatt, Áustria. Mais do que um simples projeto de arquivamento, isso procura criar a “Cápsula do tempo de nossa era”, ao permitir que as pessoas participem enviando texto. Em contraste com arquivos nacionais, o conteúdo do MOM é coletado por qualquer pessoa que fizer parte. É uma história coletiva contada “de baixo para cima”.

## História
Martin Kunze teve sua experiência inicial com uma "cápsula do tempo" quando, aos 13 anos de idade, enterrou uma garrafa com seu nome e número de telefone num pedaço de jornal na praia. 30 anos depois, alguém encontrou.
Por volta de 2008, Martin Kunze, já um ceramista, leu o livro O Mundo sem Nós, que entre outras coisas, sublinhou o fato de que a cerâmica tem a maior chance de sobreviver a passagem de tempo. Isso, junto do conhecimento de que a Internet já contribui com 2% das emissões de CO², fez com que Kunze começasse a pensar numa cápsula. Parte da inspiração também veio de uma colega de classe, que escreveu num tablete as suas "experiências femininas"."
Em 2012, o Memory of Mankind começou com o primeiro tablete, contendo saudações para quem encontrar, uma explicação sobre o projeto e datação por eventos astronômicos. Em 2018, o projeto tinha mais de 500 tabletes.
A geologia dita que com o tempo, o arquivo virá à superfície. Devido a boca da caverna fechar por volta na velocidade de que as unhas crescem, o projeto tem cerca de 40 anos para completar. Na lei Austríaca, o arquivo é "como lixo", sem dono. Claudia Theune, arqueóloga da Universidade de Viena, foi uma das primeiras apoiadoras. Thomas Grill, artista sonoro e pesquisador, procura descobrir como representar sons no arquivo. O projeto é aberto ao público e seu criador é enfático de que não se trata de um "projeto do fim do mundo".

## Ambições
Várias motivações assinalam o projeto. A ambição primária do MOM é preservar uma imagem de nossa era, criada por participantes numerosos ao redor do planeta. O MOM vai também conter informações que nossa sociedade é obrigada a passar adiante ao futuro: e.g. descrição de repositórios de lixo nuclear. Colaboradores do MOM com NEA e SKB. Apesar da ambição mais óbvia e bem descrita na mídia de que seria a preocupação de preservar nosso conhecimento, esse não é um objetivo prioritário do MOM. Servindo como uma cápsula do tempo, o MOM é tanto: em um período de tempo de um milênio, é a nossa história, e num horizonte de décadas isso é uma cópia de segurança. Em tempos onde o aquecimento global, nuclear e biológica são perigos que ameaçam a existência da civilização, salvar o núcleo do conhecimento e cultura adquirida pelos séculos é uma forma de backup. No caso de um colapso, o projeto MOM pode ajudar os sobreviventes à reconstruírem a civilização. Junto disso, uma outra razão é de ordem política: em frente da falta de reação das autoridades sobre o aquecimento global, o projeto MOM é uma lembrança sobre o que pode ocorrer. Civilizações gregas e romanas cujas historias foram reconstruídas com a pequena porcentagem dos textos e artefatos que sobreviveram até nossos dias são exemplos do que inspirou o projeto MOM. Finalmente, é uma hora crítica de nossa civilização digital: de acordo com Kunze, pode não sobrar nada do século XXI no futuro, vendo que a maioria de nossas interações são agora virtuais. O "accuracy versus bullshit" é um dos temas principais do projeto, ao se preocupar com a perda de informação, o projeto só pode salvar um fragmento das informações produzidas até hoje, mas esse fragmento tem que ser representativo.

## Conteúdo
A coleta de conteúdo é inevitavelmente objeto a ser tendencioso. Para evitar isso da melhor forma possível, o conteúdo é dividido em três seções e a quantidade necessária de informação meta é adicionada á qualquer contribuição, para possibilitar que as pessoas que o encontrem no futuro apliquem algum criticismo. O processo de coleta não é centralizado, é algo para todo país/região/entidade. As três seções são:
- Conteúdo individual: conteúdo enviado por individuais, acompanhados de uma declaração do motivo que esse texto em particular merece ser preservado. Todo conteúdo individual (texto no microfilme de cerâmica ou tablets de texto/imagens) é marcado como "conteúdo pessoal" no geral do index do MOM;
- Conteúdo geral: conteúdo coletado de forma automática para evitar tendencialismo. e.g.: coletar editoriais diários de jornais ao redor do mundo, perfis de Facebook selecionados de forma aleatória, revistas semanais/mensais de diferentes tópicos (com a "informação meta": número de leitores; razão para a respectiva revista ter sido selecionada; descrição do grupo alvo);
  - A ferramenta de decifração de linguagem ("dicionário de imagens") é também parte dessa seção.
- Conteúdo específico: nessa seção o MOM é usado como um "medium". Instruções de fora trazidas ao conteúdo do MOM  e usa o armazenamento (microfilme de cerâmica). e.g.: indústria nuclear (informações sobre repositórios de lixo nuclear). Universidades usam o MOM para prêmios.[5]

## A mina de sal
A mina de sal de Hallstatt é a mais antiga mina continuamente explorada pelo Homem. Vários fatores contribuem para que ela sirva para os arquivos do MOM. Tanto quanto a profundidade e a estabilidade relativa da mina, o sal absorve a umidade e resseca o ar, além de ter uma plasticidade natural que ajuda a fechar rachaduras e fraturas, mantendo as cavernas a prova d'água.

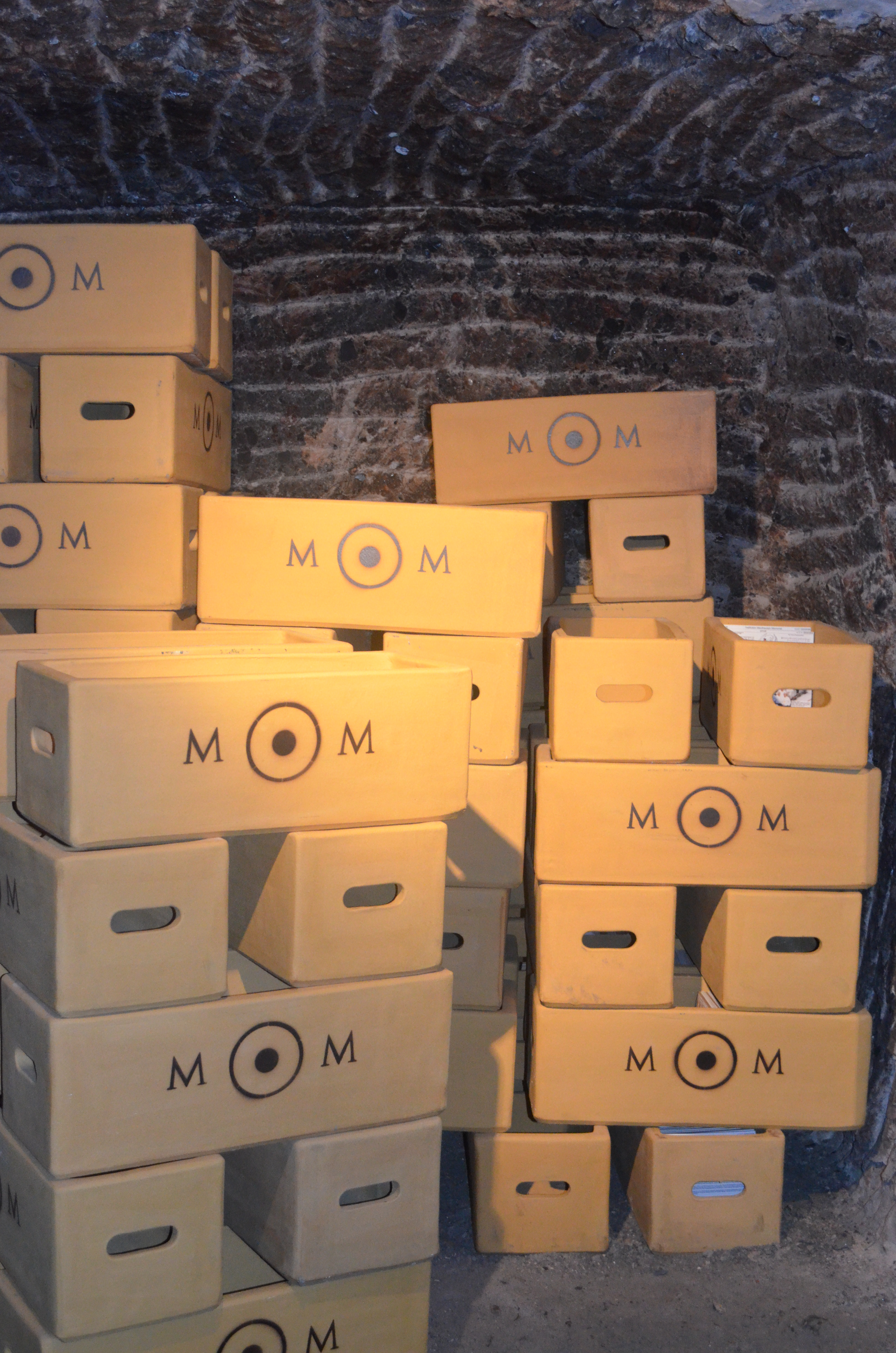
Caixas do MOM na mina de sal.

## Tablets de cerâmica
Tablets de cerâmica dos Sumérios inspiraram grandemente os tablets do MOM. Essas variantes modernas são feitas de cerâmica: um material que pode guardar informação por muito tempo, resistir a temperaturas superiores a 1200 °C (2200 °F), químicos, água, radiação, magnetismo, pressão e só pode “ser destruído por um martelo”. O objetivo disso é ter o suporte mais durável disponível, capaz de carregar sua mensagem por um grande período de tempo (um milhão de anos). Muitos dos tablets são do tamanho da mão humana, mas Kunze desenvolveu uma fonte microscópica que permite um tablet de cerâmica de 20 cm² armazene 5 milhões de caracteres.
Variações das linguagens no decorrer do tempo e até a hipótese de uma inteligência extraterrestre descobrir os arquivos do MOM tem sido antecipadas. De novo, os criadores do MOM buscaram em métodos históricos e desenvolveram a sua própria "Pedra de Roseta", traduzida em várias linguagens de acordo com o conjunto de caracteres, o sistema numérico, um tempo astronômico indicando ‘2013’ (via eventos de transito simultâneos de Mercúrio e Vênus extremamente raros) e milhares de imagens com situações concretas e palavras correspondentes, completado por volumes teóricos de linguagens principais, e.g. frases, gramática, enciclopédias, ortografia.

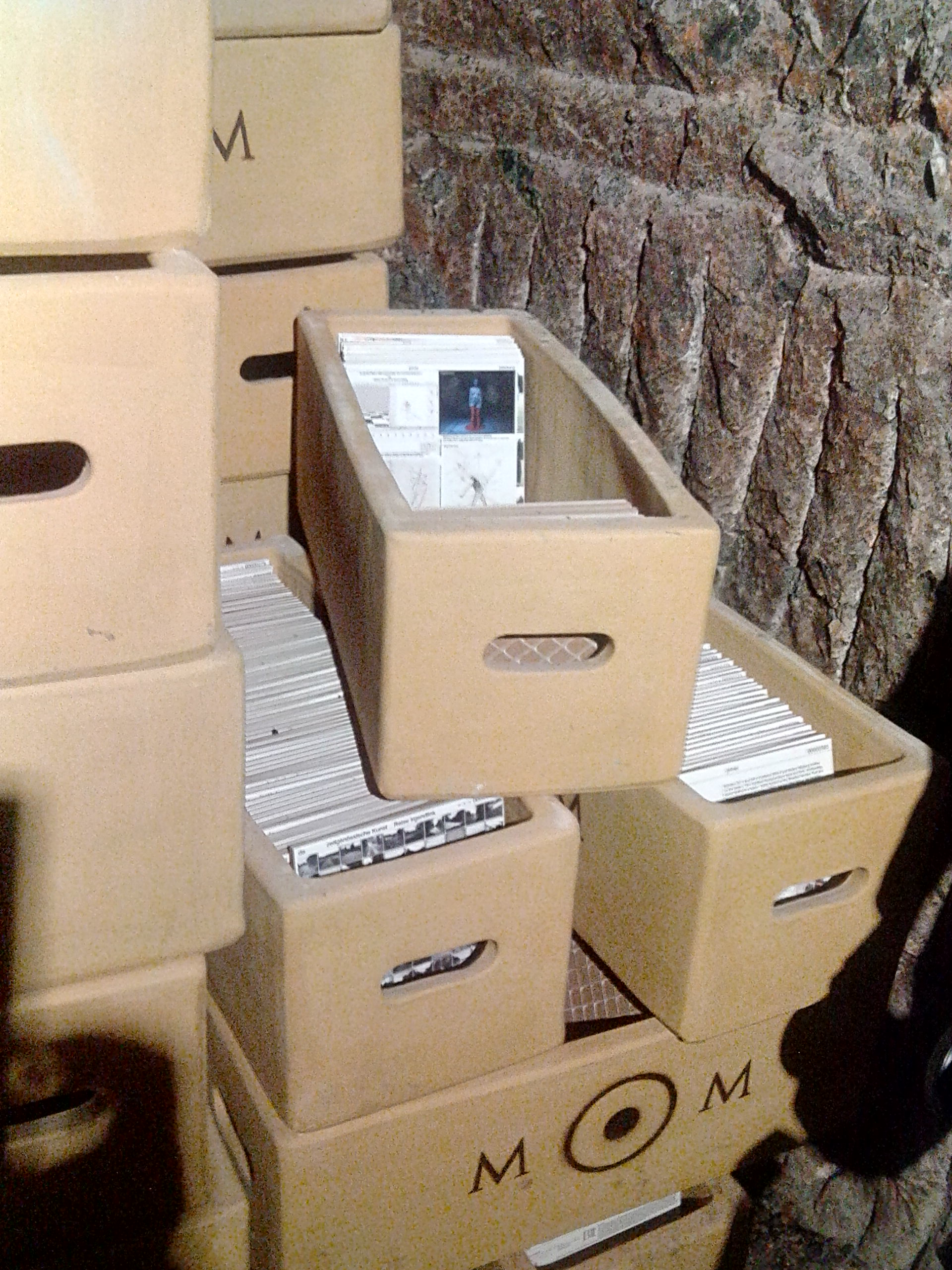
Tablets de cerâmica em suas caixas

## Token e reunião cerimonial
Um token (um disco de 6,5 cm de diâmetro) será dado para dos os participantes do projeto. Em sua superfície limitada, o token indica o ponto em nosso planeta com uma precisão de até 10 metros. A parte frontal demonstra um esboço da Europa, apontando para Hallstatt. A parte traseira mostra a posição da entrada para o MOM de forma relativa ao formato do lago de Hallstatt. Em adição, tem uma dica sobre o material salgado (uma estrutura cúbica). Devido ao projeto do MOM e o token, o arquivo pode apenas ser recuperado por uma sociedade com um entendimento técnico e físico similar ao mundo onde vivemos desde o fim dos anos 80. Isso é feito para garantir que técnicos com a habilidade de decifrar o conteúdo existam entre os que encontrarem no futuro.
Um "fio de Ariadne" na forma de tabletes de cerâmica com indicações matemáticas da direção e a profundidade serão armazenados no túnel de entrada, incluindo "gaps", que também são matematicamente indicados, com o objetivo de evitar um resgate acidental por uma sociedade imatura.
Uma instrução para um rito cerimonial de passagem vem com esse token: os donos são esperados que se reúnam a cada 50 anos para comemorar e decidir se a Humanidade ainda conhece o conteúdo do MOM e se são necessárias extensões. Os tokens devem ser passados aos descendentes dos donos.
Ao contrário de outras cápsulas do tempo, que predefinem datas de abertura (não considerando se o ponto de um endereço apropriado ainda existirá), o token do MOM define a cultura em vez da data da abertura, ao garantir que uma sociedade imatura seja incapaz de interpretar o token.

## Crowdfunding
Memory of Mankind se distingue por pedir contribuições de organismos públicos, como os privados (companhias, pessoas comuns). As contribuições podem ser de natureza financeira ou simplesmente conteúdo para armazenamento. Receitas de cozinha como histórias pessoais são assuntos que podem ser armazenados. Em troca de uma contribuição, o contribuidor recebe um Token de cerâmica para o projeto se espalhar.

## Custos
MOM é um projeto global: para permitir que os cidadãos de todos os países se representem, os custos dos tablets variam de acordo com a tabela de classificação per capita de renda nacional bruta do Banco Mundial.

## Galeria
- Caixas com os tabletes 1.
- Caixas com os tabletes 2.
- Caixas com os tabletes.
- Exemplo do microfilme de cerâmica com uma moeda ao lado.
- Exemplo do microfilme de cerâmica.
- Token.
- Visão de Hallstatt.
- Token em Hallstatt.

- Este artigo foi inicialmente traduzido, total ou parcialmente, do artigo da Wikipédia em inglês cujo título é «Memory of Mankind».